# Сиворицы (аэродром)
Сиво́рицы — спортивный аэродром в селе Никольское Гатчинского района Ленинградской области. Расположен в 14,5 км к югу от Гатчины вблизи автодороги М20 (E 95).
Название заимствовано от села Никольское, которое раньше называлось Сиворицами.
Линейные размеры летного поля аэродрома самые большие в регионе : 2800×1600 м. Взлетно-посадочная полоса грунтовая, габариты 1800×100 метров, с травянистым покрытием. На аэродроме базируются самолёты Гатчинского авиационно-спортивного клуба ДОСААФ — Як-52, Ан-2, Вильга-35А, Л-410, Ан-28, планера L-13, планера Янтарь-стандарт, мотопланер «Виват» на базе планера Бланик.

## История
Грунтовый аэродром был построен в 1940 году Военно-строительным управлением Ленинградского военного округа. Использовался истребительной авиацией ВВС РККА.
В период оккупации на аэродроме «Никольское» базировались самолёты 54-й истребительной эскадры люфтваффе, истребители Bf 109, позже — FW 190, сопровождавшие бомбардировщики при налётах на Ленинградский фронт и вылетавшие на свободную охоту.
При оставлении Никольского немцами лётное поле получило повреждения, было восстановлено весной 1944 года 35-м отдельным инженерно-аэродромным батальоном.
По рассказам жителей Никольского на этом поле базировалась дивизия связных самолётов Физилер-Шторх.
В 1953 году лётное поле было расширено до сегодняшних размеров.

## Аэродром «Сиворицы» в 2010-е годы
В 2010-е гг. здесь базируется Гатчинский авиационно-спортивный клуб ДОСААФ, самолёты Як-52, Ан-2, Вильга-35А, Л-410, Ан-28, планера L-13, планера Янтарь-стандарт.
Клуб имеет лицензию на осуществление образовательной деятельности по подготовке летчиков, планеристов и парашютистов № А 549791.

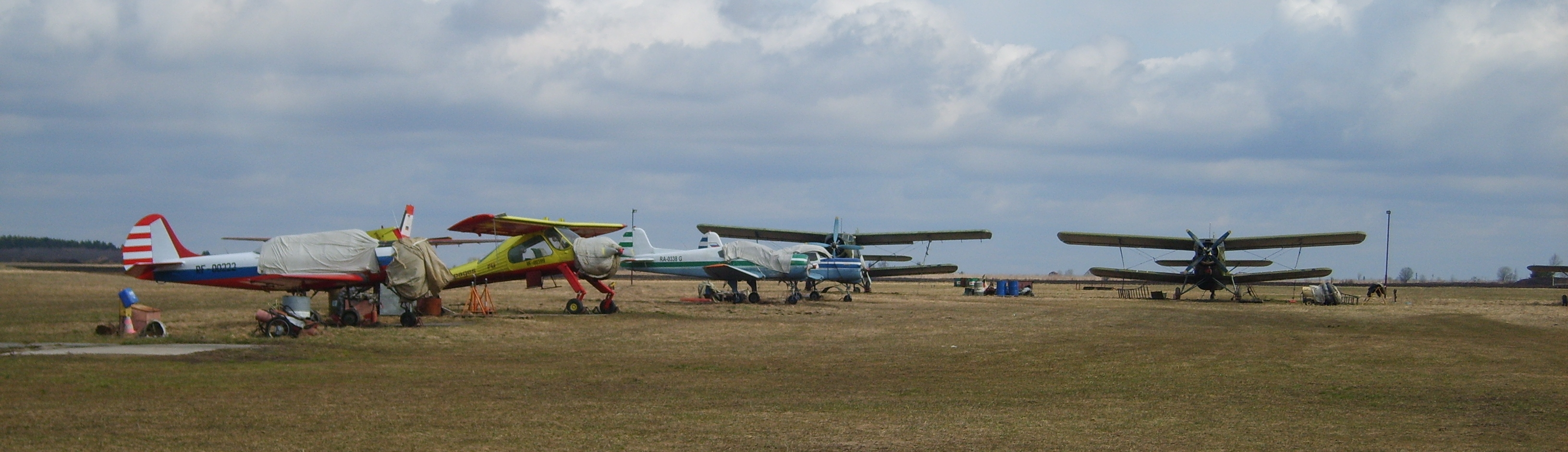
Самолёты на стоянке в Сиворицах

Гатчинский АСК ДОСААФ осуществляет платную деятельность по следующим направлениям:
- летное обучение на самолётах;
- летное обучение на планерах;
- первоначальное обучение прыжкам с парашютом (возможна видео и фотосъемка прыжка);
- совершенствование спортивного мастерства спортсменов-летчиков, спортсменов-планеристов и спортсменов-парашютистов;
- организация и проведение соревнований по авиационным видам спорта, показательных авиационных выступлений и других массовых зрелищных мероприятий;
- авиалесоохрана;
- для желающих организованы демонстрационные полеты на планерах и некоторых типах самолётов на коммерческой основе

Спортсменам предоставляется аренда парашютной техники и экипировки, возможность ночлега и вечернего отдыха.
Работает магазин парашютного оборудования, снаряжения и сувениров.
В 2004 году на аэродроме проводился открытый чемпионат России по парашютно-атлетическому многоборью и открытый кубок России среди юниоров по классическому парашютному спорту. В 2011 году здесь проводился фестиваль байкеров Фестивали проводились до 2014 года, но потом их закрыли.